# COSAFA Cup
De COSAFA Cup (de afkorting staat voor Council of Southern Africa Football Associations) is een jaarlijks georganiseerde voetbalbekercompetitie voor landenteams die in 1997 van start ging.
Deelnemers zijn de veertien CAF landen uit Zuidelijk Afrika die zich hebben verenigd in de COSAFA. Naast de veertien leden mogen ook Mayotte en Réunion aan dit toernooi deelnemen, van deze optie hebben ze nog geen gebruik gemaakt. Tanzania nam als gast drie keer deel aan deze bekercompetitie, in 1997, 2015 en 2017. Ook Kenia (2013), Ghana (2015) en Congo-Kinshasa (2016) namen als gast deel aan het toernooi.

## Erelijst
| Seizoen      | Gastland                            | Kampioen    | Uitslag            | Tweede      | Derde               |
| ------------ | ----------------------------------- | ----------- | ------------------ | ----------- | ------------------- |
| 1997 Details | Geen (1 mrt.–31 aug. 1997)          | Zambia      | Groep              | Namibië     | Mozambique          |
| 1998 Details | Geen (10 jan.–27 sep. 1998)         | Zambia      | Groep              | Zimbabwe    | Angola              |
| 1999 Details | Geen (7 feb.–2 okt. 1999)           | Angola      | 2 – 1              | Namibië     | Zambia Swaziland    |
| 2000 Details | Geen (11 mrt.–27 aug. 2000)         | Zimbabwe    | 6 – 0              | Lesotho     | Zuid-Afrika Angola  |
| 2001 Details | Geen (11 feb.–30 sep. 2001)         | Angola      | 1 – 0              | Zimbabwe    | Malawi              |
| 2002 Details | Geen (16 mrt.–28 sep. 2002)         | Zuid-Afrika | 4 – 1              | Malawi      | Swaziland Zambia    |
| 2003 Details | Geen (22 feb.–6 aug. 2003)          | Zimbabwe    | 4 – 1              | Malawi      | Swaziland Zambia    |
| 2004 Details | Geen (10 jan.–20 nov. 2004)         | Angola      | 0 – 0 (5 – 4 pen.) | Zambia      | Mozambique Zimbabwe |
| 2005 Details | Zuid-Afrika (16 feb.–14 aug. 2005)  | Zimbabwe    | 1 – 0              | Zambia      | Zuid-Afrika Angola  |
| 2006 Details | Geen (19 apr.–21 okt. 2006)         | Zambia      | 2 – 0              | Angola      | Botswana Zimbabwe   |
| 2007 Details | Zuid-Afrika (17 apr.–19 okt. 2007)  | Zuid-Afrika | 0 – 0 (4 – 3 pen.) | Zambia      | Botswana Mozambique |
| 2008 Details | Zuid-Afrika (19 jul.–3 aug 2008)    | Zuid-Afrika | 2 – 1              | Mozambique  | Zambia              |
| 2009 Details | Zimbabwe (17 okt.–11 nov. 2009)     | Zimbabwe    | 3 – 1              | Zambia      | Mozambique          |
| 2010         | Angola                              | Afgelast    | Afgelast           | Afgelast    | Afgelast            |
| 2013 Details | Zambia (6–20 juli 2013)             | Zambia      | 2 – 0              | Zimbabwe    | Zuid-Afrika         |
| 2014         | Botswana                            | Afgelast    | Afgelast           | Afgelast    | Afgelast            |
| 2015 Details | Zuid-Afrika (17–30 mei 2015)        | Namibië     | 2 – 0              | Mozambique  | Madagaskar          |
| 2016 Details | Namibië (11–25 juni 2016)           | Zuid-Afrika | 3 – 2              | Botswana    | Swaziland           |
| 2017 Details | Zuid-Afrika (25 juni – 9 juli 2017) | Zimbabwe    | 3 – 1              | Zambia      | Tanzania            |
| 2018 Details | Zuid-Afrika (27 mei – 9 juni 2018)  | Zimbabwe    | 4 – 2              | Zambia      | Lesotho             |
| 2019 Details | Zuid-Afrika (25 mei – 8 juni 2019)  | Zambia      | 1 – 0              | Botswana    | Zimbabwe            |
| 2020         | Zuid-Afrika                         | Afgelast    | Afgelast           | Afgelast    | Afgelast            |
| 2021 Details | Zuid-Afrika (6–18 juli 2021)        | Zuid-Afrika | 0 – 0 (5 – 4 pen.) | Senegal     | Swaziland           |
| 2022 Details | Zuid-Afrika (5–17 juli 2022)        | Zambia      | 1 – 0              | Namibië     | Senegal             |
| 2023 Details | Zuid-Afrika (5–16 juli 2023)        | Zambia      | 1 – 0              | Lesotho     | Zuid-Afrika         |
| 2024 Details | Zuid-Afrika (26 juni – 7 juli 2024) | Angola      | 5 – 0              | Namibië     | Mozambique          |
| 2025 Details | Zuid-Afrika (4–15 juni 2025)        | Angola      | 3 – 0              | Zuid-Afrika | Comoren             |

1. ↑  Indien er geen wedstrijd om de derde plaats (troostfinale) is gespeeld staan de halvefinalisten vermeld.

## Winnaars COSAFA Cup
| Aantal | Land        | Jaar                                     |
| ------ | ----------- | ---------------------------------------- |
| 7      | Zambia      | 1997, 1998, 2006, 2013, 2019, 2022, 2023 |
| 6      | Zimbabwe    | 2000, 2003, 2005, 2009, 2017, 2018       |
| 5      | Zuid-Afrika | 2002, 2007, 2008, 2016, 2021             |
| 5      | Angola      | 1999, 2001, 2004, 2024, 2025             |
| 1      | Namibië     | 2015                                     |

1. ↑  Laatste update was in juli 2023.
2. ↑  In 2008 speelde Zuid-Afrika met een B-elftal

## Topscorers
| Toernooi | Speler(s)                                                                    | Goals |
| -------- | ---------------------------------------------------------------------------- | ----- |
| 1997     | Adelino                                                                      | 4     |
| 1998     | Tauya Mrewa, Peter Ndlovu, Shepherd Muradzikwa, Benjamin Nkonjera            | 2     |
| 1999     | Betinho                                                                      | 3     |
| 2000     | Luke Petros, Delron Buckley                                                  | 2     |
| 2001     | 18 spelers                                                                   | 1     |
| 2002     | Mfanzile Dlamini, Siza Dlamini, Rotson Kilambe, Patrick Mayo, Teboho Mokoena | 2     |
| 2003     | Russell Mwafulirwa, Noel Mwandila, Peter Ndlovu                              | 2     |
| 2004     | Peter Ndlovu                                                                 | 3     |
| 2005     | Collins Mbesuma                                                              | 4     |
| 2006     | Fabrice Akwa                                                                 | 3     |
| 2007     | Paulin Voavy                                                                 | 3     |
| 2008     | Phillip Zialor                                                               | 4     |
| 2009     | Cuthbert Malajila                                                            | 4     |
| 2013     | Jerome Ramatlhakwane                                                         | 4     |
| 2015     | Sarivahy Vombola                                                             | 5     |
| 2016     | Felix Badenhorst                                                             | 5     |
| 2017     | Ovidy Karuru                                                                 | 6     |
| 2018     | Onkabetse Makgantai                                                          | 5     |
| 2019     | Gabadinho Mhango, Gerald Phiri Jr., Ashley Nazira                            | 3     |
| 2021     | Sepana Letsoalo                                                              | 4     |
| 2022     | Sabelo Ndzinisa                                                              | 3     |
| 2023     | Tshegofatso Mabasa, Albert Kangwanda                                         | 3     |
| 2024     | Depú                                                                         | 5     |
| 2025     | Depú                                                                         | 8     |

1997 · 1998 · 1999 · 2000 · 2001 · 2002 · 2003 · 2004 · 2005 · 2006 · 2007 · 2008 · 2009 · 2013 · 2015 · 2016 · 2017 · 2018 · 2019 · 2021 · 2022 · 2023 · 2024 · 2025